# I liga urugwajska w piłce nożnej (1990)
- Mistrz Urugwaju 1990: CA Bella Vista
- Wicemistrz Urugwaju 1990: Club Nacional de Football
- Copa Libertadores 1991:  Club Nacional de Football (zwycięzca turnieju Liguilla Pre-Libertadores), CA Bella Vista (mistrz Urugwaju po zwycięskim barażu z wicemistrzem turnieju Liguilla Pre-Libertadores)
- Spadek do drugiej ligi: River Plate Montevideo
- Awans z drugiej ligi: El Tanque Sisley Montevideo

Mistrzostwa Urugwaju w roku 1990 były mistrzostwami rozgrywanymi według systemu, w którym wszystkie kluby rozgrywały ze sobą mecze każdy z każdym u siebie i na wyjeździe, a o tytule mistrza i dalszej kolejności decydowała końcowa tabela. Miejsce w końcowej tabeli mistrzostw nie decydowało o prawie gry w międzynarodowych pucharach – o tym zadecydował oddzielny turniej zwany Liguilla Pre-Libertadores, rozegrany na koniec sezonu. Najlepszy klub w tym turnieju uzyskał prawo gry w Copa Libertadores 1991, a drugi musiał stoczyć pojedynek barażowy z mistrzem Urugwaju.

## Primera División

### Końcowa tabela sezonu 1990
| Poz | Klub                       | Mecze | Zw | Rem | Por | Pkt | BrZd | BrStr |
| --- | -------------------------- | ----- | -- | --- | --- | --- | ---- | ----- |
| 1   | CA Bella Vista             | 26    | 16 | 7   | 3   | 39  | 34   | 15    |
| 2   | Club Nacional de Football  | 26    | 11 | 10  | 5   | 32  | 27   | 16    |
| 3   | CA Peñarol                 | 26    | 12 | 7   | 7   | 31  | 37   | 21    |
| 4   | Central Español Montevideo | 26    | 12 | 5   | 9   | 29  | 30   | 25    |
| 5   | Racing Montevideo          | 26    | 9  | 11  | 6   | 29  | 25   | 21    |
| 6   | Danubio FC                 | 26    | 10 | 9   | 7   | 29  | 24   | 21    |
| 7   | Liverpool Montevideo       | 26    | 10 | 9   | 7   | 29  | 29   | 27    |
| 8   | Defensor Sporting          | 26    | 7  | 13  | 6   | 27  | 20   | 20    |
| 9   | Rentistas Montevideo       | 26    | 5  | 14  | 7   | 24  | 25   | 24    |
| 10  | Montevideo Wanderers       | 26    | 8  | 7   | 11  | 23  | 25   | 24    |
| 11  | Progreso Montevideo        | 26    | 8  | 6   | 12  | 22  | 19   | 29    |
| 12  | CA Cerro                   | 26    | 5  | 11  | 10  | 21  | 23   | 32    |
| 13  | River Plate Montevideo     | 26    | 6  | 7   | 13  | 19  | 19   | 33    |
| 14  | Huracán Buceo Montevideo   | 26    | 3  | 4   | 19  | 10  | 12   | 41    |

### Klasyfikacja strzelców bramek
| Gole | Piłkarz      | Klub       |
| ---- | ------------ | ---------- |
| 13   | Adolfo Barán | CA Peñarol |

## Liguilla Pre-Libertadores 1990

### Tabela końcowa Liguilla Pre-Libertadores 1990
| Poz | Klub                       | Mecze | Zw | Rem | Por | Pkt | BrZd | BrStr |
| --- | -------------------------- | ----- | -- | --- | --- | --- | ---- | ----- |
| 1   | Club Nacional de Football  | 5     | 3  | 2   | 0   | 8   | 14   | 5     |
| 2   | Racing Montevideo          | 5     | 3  | 1   | 1   | 7   | 4    | 7     |
| 3   | CA Peñarol                 | 5     | 3  | 1   | 1   | 7   | 7    | 4     |
| 4   | Montevideo Wanderers       | 5     | 2  | 0   | 3   | 4   | 6    | 6     |
| 5   | CA Bella Vista             | 5     | 1  | 1   | 3   | 3   | 5    | 10    |
| 6   | Central Español Montevideo | 5     | 0  | 1   | 4   | 1   | 4    | 8     |

Wobec równej liczby punktów drugi i trzeci zespół w tabeli stoczyły pojedynek barażowy dający prawo gry w barażu o Copa Libertadores 1991.
| Mecz                               |
| ---------------------------------- |
| Racing Montevideo – CA Peñarol 1:0 |

### Baraż
Drugi zespół w tabeli Liguilla Pre-Libertadores Racing Montevideo stoczył pojedynek barażowy dający prawo gry w Copa Libertadores 1991 z mistrzem Urugwaju CA Bella Vista.
| Mecz                                              |
| ------------------------------------------------- |
| CA Bella Vista – Racing Montevideo 0:0, karne 4:1 |